# 파리 아롱디스망

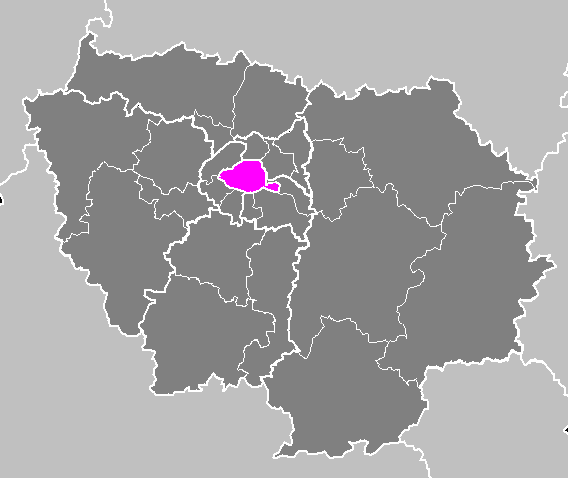
일드프랑스 내 파리 아롱디스망의 위치.

파리 아롱디스망 (arrondissement de Paris)은 프랑스 일드프랑스 레지옹에 위치한 아롱디스망이다. 파리의 시 영역과 정확히 일치하는 행정 구역이다. 
파리 아롱디스망은 파리 시의 하위 행정구역인 시급 아롱디스망, 즉 파리 20구와는 다르며 혼동되어서는 안 된다.
인구는 2019년 기준으로 총 216만 명이며,  리옹 아롱디스망보다 인구가 더 많아 프랑스에서 가장 큰 인구를 자랑하는 아롱디스망이기도 하다.
파리 아롱디스망은 파리 데파르트망의 유일한 아롱디스망이다. 이는 벨포르 아롱디스망과 함께 하나의 주가 하나의 아롱디스망으로 구성된 유이한 사례이기도 하다.

## 역사
파리 아롱디스망은 1800년 센 데파르트망 내에 처음 설치되었다. 다른 데파르트망과 달리 캉통으로 세분화되지는 않았다. 1962년에는 옛 생드니와 소 (Sceaux) 아롱디스망의 코뮌을 흡수하였다. 1964년과 1966년에는 보비니, 크레테유, 낭테르, 앙토니, 노장쉬르마른의 다섯 가지 아롱디스망 신설로 영역이 다시 줄어들었다. 1968년 센주가 해체되고, 파리 시를 하나의 데파르트망으로 취급하기로 바뀌면서 파리 아롱디스망은 파리 데파르트망의 유일한 아롱디스망이 되었다.

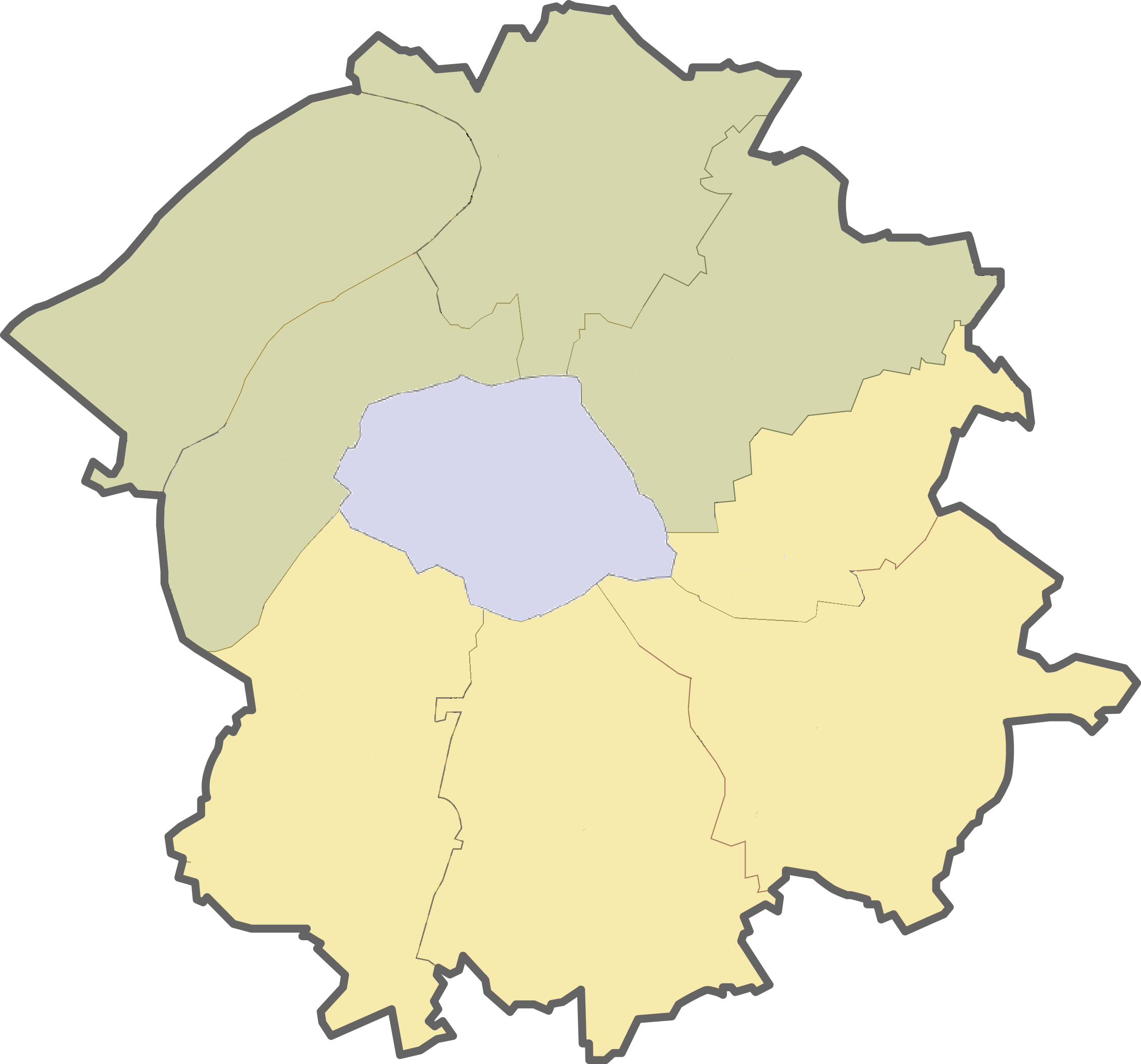
1800년~1860년
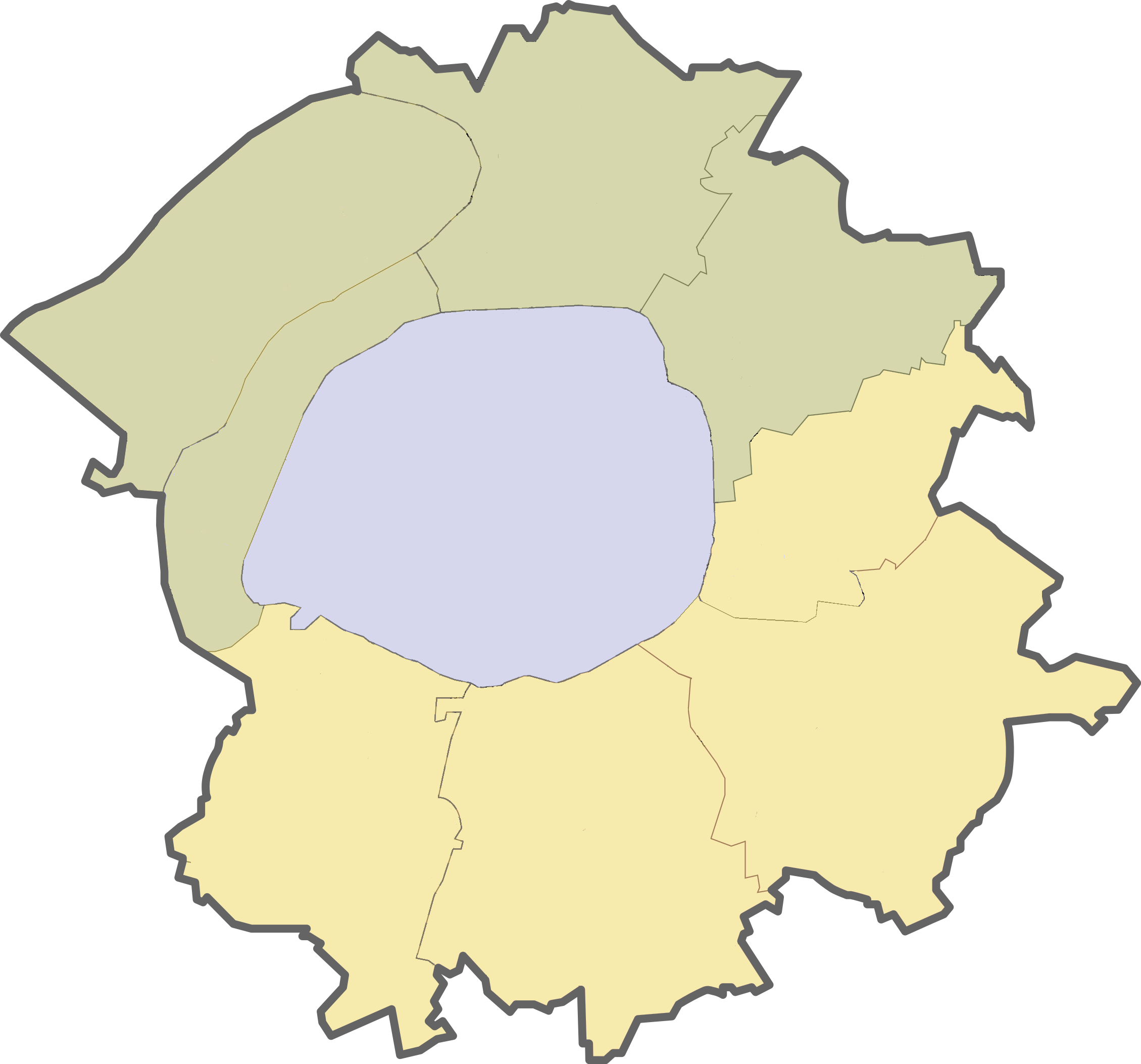
1860년~1893년 (1859년 6월 16일 법령)
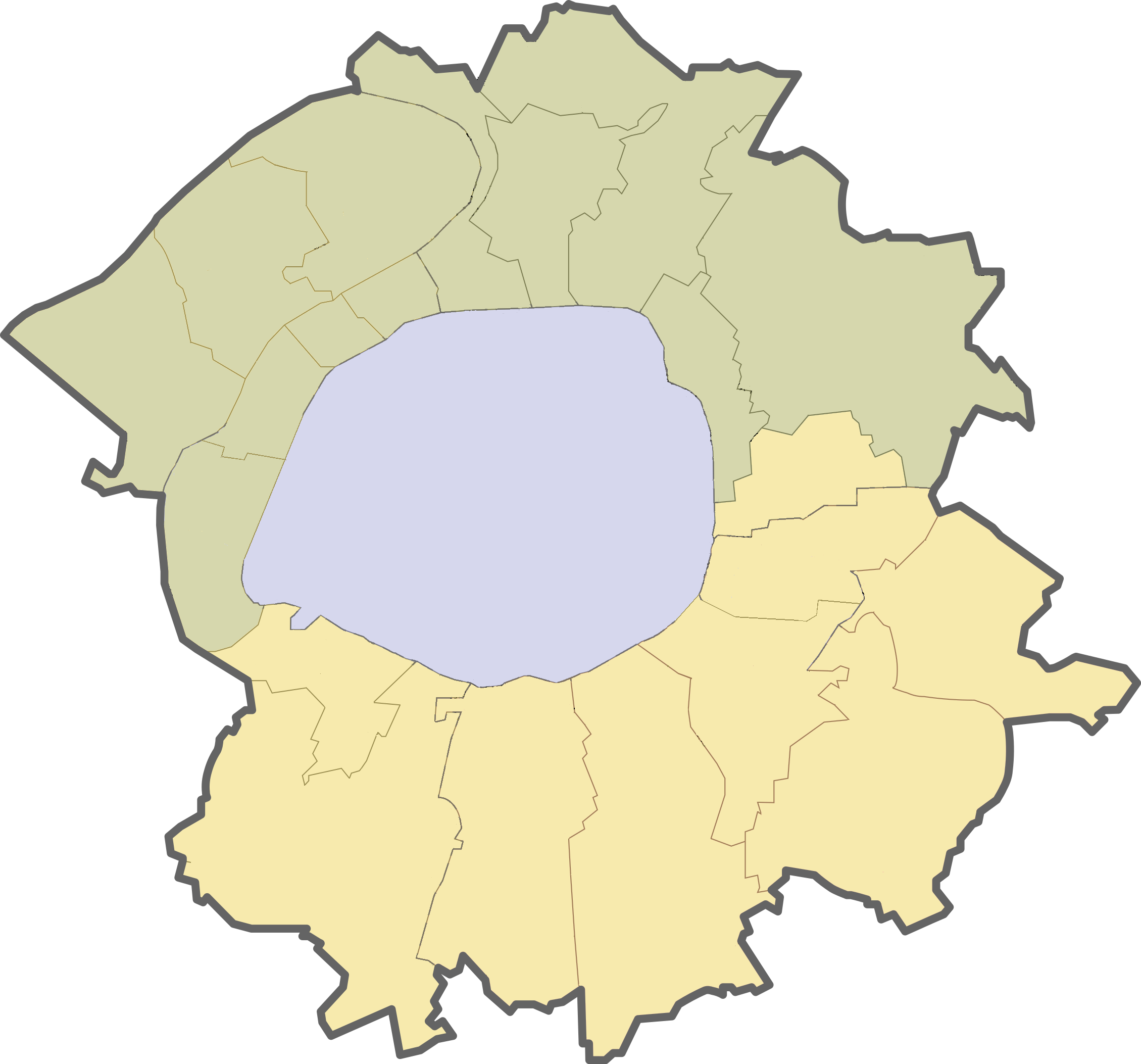
1893년~1908년 (1893년 4월 13일 법령)
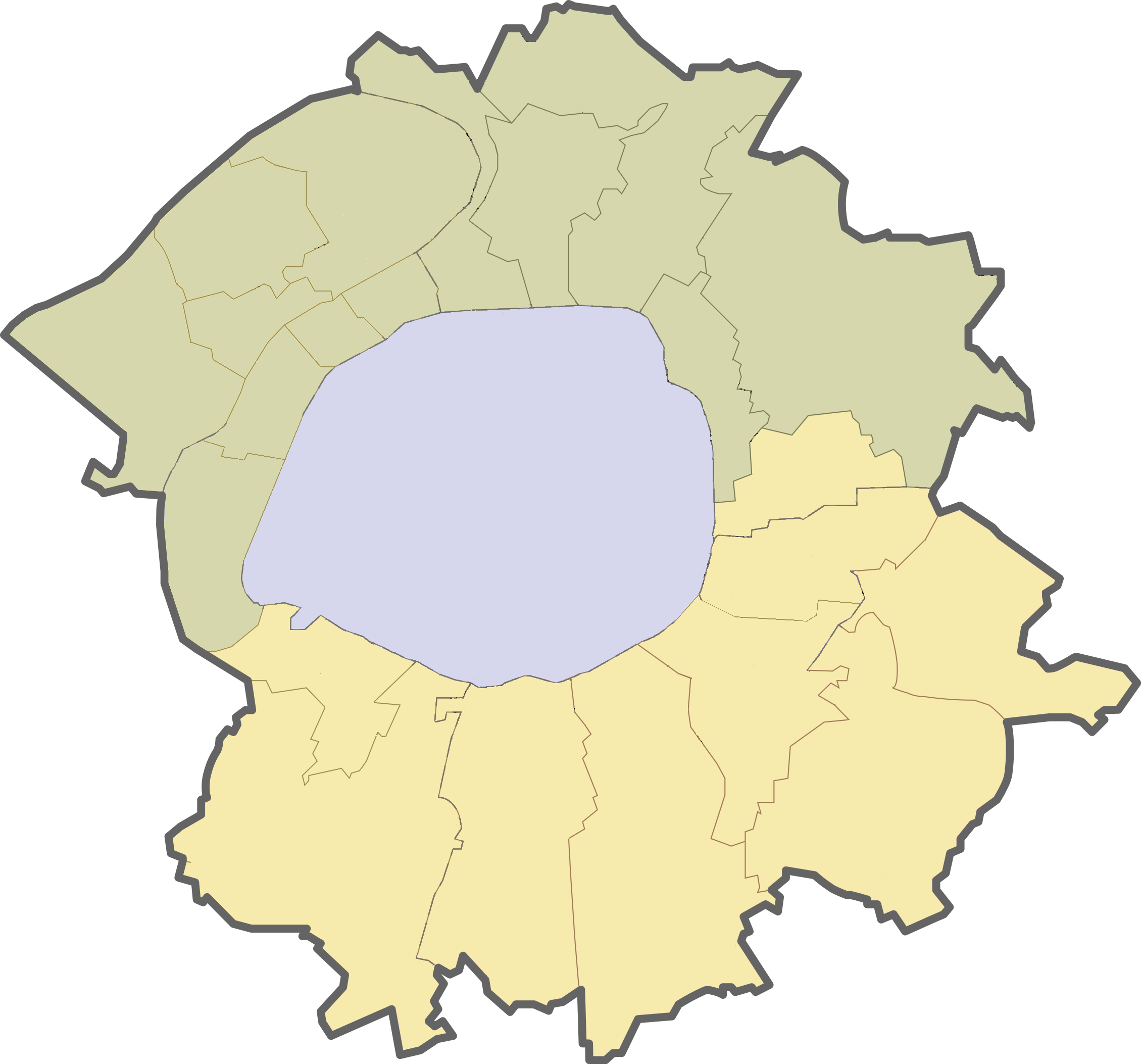
1908년~1929년 (1908년 4월 14일 법령)
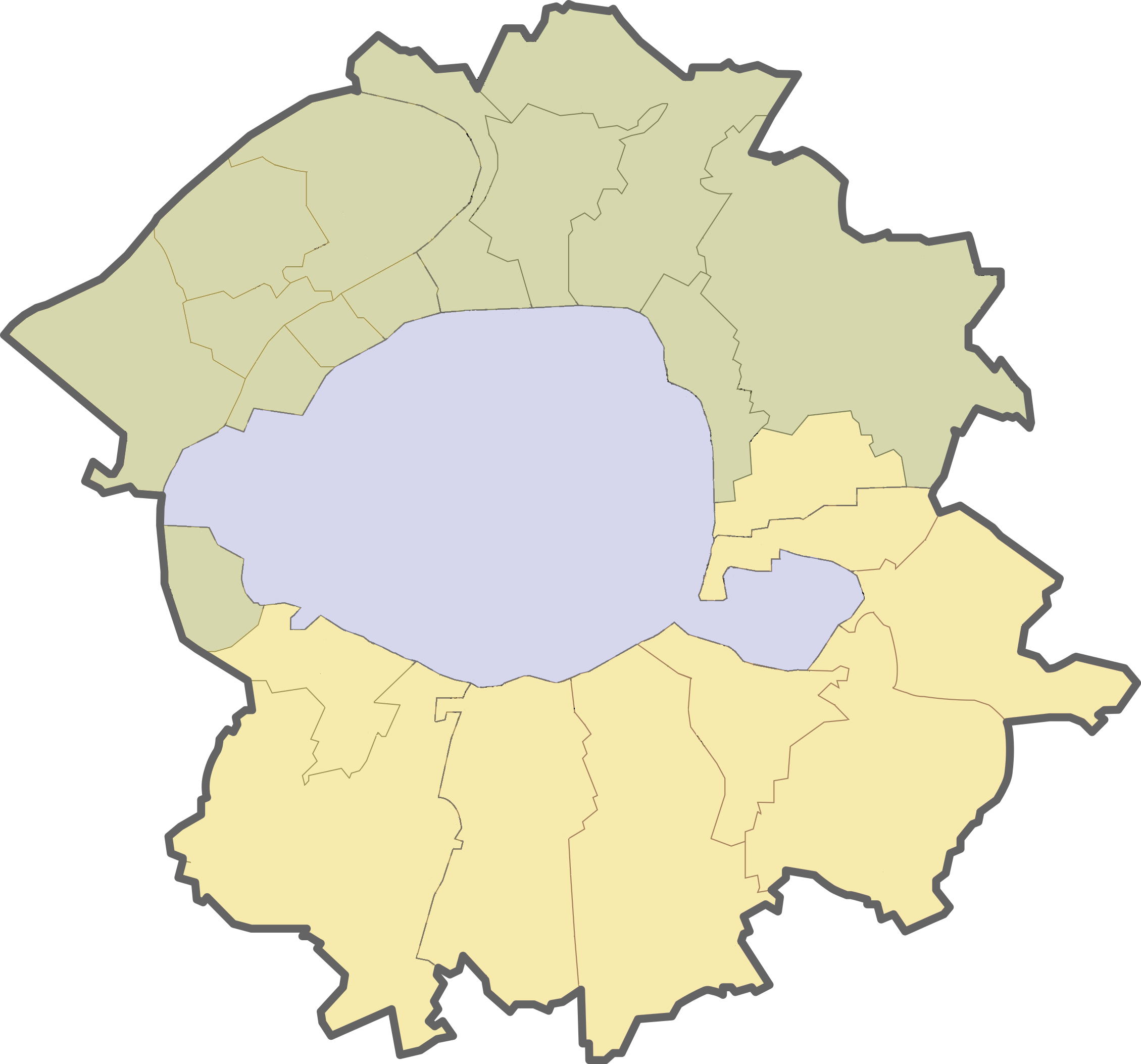
1929년~1962년 (1925년 4월 3일과 1929년 4월 18일 법령)

## 같이 보기
- 파리의 아롱디스망 (구)
- 프랑스의 아롱디스망
- 프랑스의 행정 구역